# Bergères
Bergères é uma comuna francesa na região administrativa de Grande Leste, no departamento de Aube. Estende-se por uma área de 5,81 km². Em 2010 a comuna tinha 125 habitantes (densidade: 21,5 hab./km²).